# Quique Dacosta

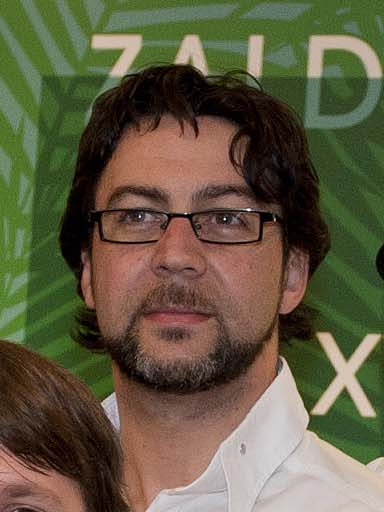
Quique Dacosta (2011).

Quique Dacosta (* 1972 in Jarandilla de la Vera, Spanien) ist ein spanischer Koch.

## Leben
Dacosta folgte im Alter von vierzehn Jahren seiner Mutter nach Dénia, welches in der Touristenregion Costa Blanca in der Provinz Alicante der Valencianischen Gemeinschaft liegt. Dort begann er als Tellerwäscher, arbeitete in einer Pizzeria und ging in den folgenden Jahren durch die Schule von verschiedenen Restaurants, Tapas-Bars und Grills.
1991 erfolgte die Eröffnung seines Restaurants El Poblet in Dénia, in welchem er seine Ideen über die Zubereitung von Speisen und deren Präsentation verwirklichen konnte. Seit dieser Zeit erhielt Dacosta Dutzende von Preisen für seine Kochkunst. Seit November 2009 trägt sein Restaurant den Namen Quique Dacosta und ist eines von elf (Stand August 2018) spanischen Restaurants, die mit drei Michelin-Sternen ausgezeichnet sind. Der Koch legt Wert darauf, dass die Rohstoffe für seine Küche aus lokaler Produktion im Umkreis von nicht mehr als 75 Kilometern stammen.
Dacosta schreibt in der Haute-Cuisine-Zeitschrift Apicius.

## Ehrungen und Auszeichnungen
- 2013: Ehrendoktor der Universität Miguel Hernández Elche, Elche, Spanien.

## Veröffentlichungen
Drei Bücher und eine CD-ROM, darunter:
- Mas allá de los sabores. La nueva cocina Vanciana, 2002.
- Los vegetales en estado embrionario, CD-Rom, 2003.
- Arroces Contemporáneos. 2005; Neuauflage bei Montagud Editores 2013.
- Quique Dacosta 2000/2006. Montagud Editores 2008.
- 3. Quique Dacosta. Grijalbo 2015.